# Добровілля (Синельниківський район)
Доброві́лля — село в Україні, у Дубовиківській сільській громаді Синельниківського району Дніпропетровської області. Населення становить 581 особа.

## Географія
Село Добровілля розташоване між річками Вовча і Самара на півночі району на Придніпровській низовині, за 16 км на північний схід від селища Васильківка і за 18 км від залізничної станції Улянівка на лінії Чаплине-Синельникове Придніпровської залізниці. На відстані 2 км розташовані села Лиса Балка (на захід) та Очеретувате (на північ). По селу протікає пересихає струмок з загати.

## Історія
Біля села знаходяться кургани бронзової доби.
Існує версія про заснування села переселенцями із сусідньої Великоолександрівки у 19 столітті.
7 (20) листопада 1917 року, відповідно до Третього Універсалу Української Центральної Ради, увійшло до складу Української Народної Республіки.
Під час організованого радянською владою Голодомору 1932—1933 років померло щонайменше 32 жителі села.
В часи Другої світової війни, під час прориву радянських військ в лютому 1943 року Добровілля стало місцем запеклих боїв. Після відступу радянських частин в селі залишилося 50 поранених бійців. Через кілька днів село зайняли німецькі війська, які розстріляли поранених із кулеметів. З 50 бійців вдалося врятуватися лише 8. Розстріляні нацистами воїни поховані в братській могилі, де встановлено пам'ятник.
За часів радянської влади в селі розташовувалась бригада колгоспу «Зоря комунізму».
До 2017 року орган місцевого самоврядування — Добровільська сільська рада.
12 червня 2020 року, відповідно до розпорядження Кабінету Міністрів України № 709-р від «Про визначення адміністративних центрів та затвердження територій територіальних громад Дніпропетровської області», увійшло до складу Дубовиківської сільської громади.
19 липня 2020 року, в результаті адміністративно-територіальної реформи та ліквідації Васильківського району, село увійшло до складу новоутвореного Синельниківського району.

## Населення

### Мова
Розподіл населення за рідною мовою за даними перепису 2001 року:
| Мова            | Кількість | Відсоток |
| --------------- | --------- | -------- |
| українська      | 550       | 94.66%   |
| російська       | 29        | 5.00%    |
| інші/не вказали | 2         | 0.34%    |
| Усього          | 581       | 100%     |

## Господарство і побут
Село газифіковане. Працює декілька селянських фермерських господарств.
У Добровіллі є середня загальноосвітня школа, ФАП, будинок культури, бібліотека.

## Постаті
- Мороз В'ячеслав Михайлович (1968—2018) — старший солдат Збройних сил України, учасник російсько-української війни.